# Kutjevo
Kutjevo è una città della Croazia nella regione di Požega e della Slavonia.